# بي جي غوتنغن
بي جي غوتنغن (بالإنجليزية: BG Gottingen)‏ هو فريق كرة سلة ألماني تأسس في 1974 يقع في سكسونيا السفلى، ألمانيا. يلعب في الدوري الألماني لكرة السلة.

## وصلات خارجية
- الموقع الإلكتروني